# NGC 1475
NGC 1475 је елиптична галаксија у сазвежђу Еридан која се налази на NGC листи објеката дубоког неба.
Деклинација објекта је - 8° 8' 15" а ректасцензија 3h 53m 49,8s. Привидна величина (магнитуда) објекта NGC 1475 износи 15,4 а фотографска магнитуда 16,4. NGC 1475 је још познат и под ознакама NPM1G -08.0153.